# Zsuzsanna Kovács
Zsuzsanna „Zsuzsa“ Kovács (* 30. Juni 1984) ist eine ungarische Badmintonspielerin. 

## Karriere
Zsuzsa Kovács siegte national erstmals bei den Mannschaftsmeisterschaften 2000 mit ihrem Team von Hajdú Gabona Debreceni TC-DSI. Fünf weitere Titelgewinne mit dem Team folgten bis 2005. 2004 und 2005 war sie bei den Einzelmeisterschaften erfolgreich, wobei sie 2004 im Doppel und 2005 im Mixed siegreich war.

## Sportliche Erfolge
| Saison | Veranstaltung                    | Disziplin   | Platz | Name                            |
| ------ | -------------------------------- | ----------- | ----- | ------------------------------- |
| 2000   | Ungarn: Mannschaftsmeisterschaft | Mannschaft  | 1     | Hajdú Gabona Debreceni TC-DSI   |
| 2001   | Ungarn: Mannschaftsmeisterschaft | Mannschaft  | 1     | Hajdú Gabona Debreceni TC-DSI   |
| 2002   | Ungarn: Mannschaftsmeisterschaft | Mannschaft  | 1     | Hajdú Gabona Debreceni TC-DSI   |
| 2003   | Ungarn: Mannschaftsmeisterschaft | Mannschaft  | 1     | Hajdú Gabona Debreceni TC-DSI   |
| 2004   | Ungarn: Mannschaftsmeisterschaft | Mannschaft  | 1     | Hajdú Gabona Debreceni TC-DSI   |
| 2004   | Ungarn: Einzelmeisterschaften    | Damendoppel | 1     | Zsófia Kovács / Zsuzsa Kovács   |
| 2005   | Ungarn: Mannschaftsmeisterschaft | Mannschaft  | 1     | Hajdú Gabona Debreceni TC-DSI   |
| 2005   | Ungarn: Einzelmeisterschaften    | Mixed       | 1     | Levente Csiszér / Zsuzsa Kovács |

## Referenzen
- http://www.badminton.hu/index.php/mtlsz/csapatbajnokok/

| Personendaten    | Personendaten                 |
| ---------------- | ----------------------------- |
| NAME             | Kovács, Zsuzsanna             |
| ALTERNATIVNAMEN  | Kovács, Zsuzsa                |
| KURZBESCHREIBUNG | ungarische Badmintonspielerin |
| GEBURTSDATUM     | 30. Juni 1984                 |